# Lijst van voetbalinterlands Bhutan - Pakistan
Deze lijst van voetbalinterlands is een overzicht van alle officiële voetbalwedstrijden tussen de nationale teams van Bhutan en Pakistan. De landen speelden tot op heden twee keer tegen elkaar. De eerste ontmoeting, een groepswedstrijd tijdens de Zuid-Azië Cup 2009, werd gespeeld in Dhaka (Bangladesh) op 8 december 2009. Het laatste duel, een groepswedstrijd tijdens de Zuid-Azië Cup 2018, vond plaats op 8 september 2018 in de Bengaalse hoofdstad.

## Wedstrijden
| № | Plaats | Datum            | Competitie         | Wedstrijd         | Uitslag |
| - | ------ | ---------------- | ------------------ | ----------------- | ------- |
| 1 | Dhaka  | 8 december 2009  | Zuid-Azië Cup 2009 | Pakistan – Bhutan | 7 – 0   |
| 2 | Dhaka  | 8 september 2018 | Zuid-Azië Cup 2018 | Pakistan − Bhutan | 3 − 0   |

## Samenvatting
| Competitie    | Totaal gespeeld | Winst Bhutan | Gelijk | Winst Pakistan | Doelsaldo Bhutan – Pakistan |
| ------------- | --------------- | ------------ | ------ | -------------- | --------------------------- |
| Zuid-Azië Cup | 2               | 0            | 0      | 2              | 0 − 10                      |
| Totaal        | 2               | 0            | 0      | 2              | 0 − 10                      |

Wedstrijden bepaald door strafschoppen worden, in lijn met de FIFA, als een gelijkspel gerekend.